# Thiago Motta
Thiago Motta (født 28. august 1982) er en brasiliansk-italiensk fodboldtræner, og tidligere fodboldspiller, som senest var træner for Serie A-klubben Juventus. Han spillede i sin karriere som midtbanespiller, og tilbragte perioder i flere europæiske storklubber.

## Klubkarriere

### Barcelona
Efter at have kommet gennem ungdomsakademiet hos Clube Atlético Juventus i Brasilien, skiftede Motta i 1999 til FC Barcelona, og begyndte her at spille på reserveholdet. Han blev rykket op på førsteholdet i 2001, og debuterede for førsteholdet den 3. oktober i en La Liga-kamp imod Mallorca. Han spillede som rotationsspiller for klubben over de næste sæsoner, men døjede med gentagende knæproblemer i sæsonerne. Han var med til at vinde UEFA Champions League i 2005-06 sæsonen.

### Atlético Madrid
Motta skiftede i august 2007 til Atlético Madrid. Hans ene sæson med klubben var dog ikke en succes, da en tilbagevenden knæskade begrænsede hans spilletid.

### Genoa
Motta skiftede i september 2008 til Genoa. Han imponerede i sin ene sæson med klubben, hvor han scorede seks sæsonmål, flere end i nogen anden sæson i hans karriere.

### Inter Milan
Motta skiftede i juli 2009 til Inter Milan som del af en større aftale som sendte flere spillere mellem de to klubber, herunder Diego Milito som også skiftede til Inter.
Han var i 2009-10 sæsonen med til at vinde Champions League, men spillede ikke i finalen, efter at han havde fået rødt kort i semifinalen imod hans tidligere hold Barcelona efter at have ramt Barcelonas Sergio Busquets i ansigtet. Busquets modtog markant kritik for episoden, efter at han overspillede på aktionen, men Mottas røde kort forblev.

### Paris Saint-Germain
Motta skiftede i januar 2012 til Paris Saint-Germain. Han spillede over de næste sæsoner mere end 200 kampe for klubben, før han i maj 2018 annoncerede, at han ville stoppe spillerkarrieren ved sæsonens udgang.

## Landsholdskarriere

### Brasilien
Motta debuterede for Brasiliens landshold den 13. juli 2003.

### Italien
Motta holdte Italiensk statsborgerskab igennem sin farfar, som havde immigreret til Brasilien fra Italien. På trods af, at Motta havde repræsenteret Brasilien, så blev det argumenteret, at Brasilien ved turneringen hvor Motta gjorde sin debut, havde sendt deres U/23-landshold, og som resultat fik han lov til at skifte til Italien. Han debuterede for Italiens landshold den 9. februar 2011.

## Trænerkarriere

### Tidlige karriere
Motta begyndte sin trænerkarriere som træner for Paris Saint-Germains U/19-hold, og forblev i rollen frem til at han havde opnået sin trænerlicens.
Han fik sit første job som seniortræner i oktober 2019, da han blev hyret som træner for hans tidligere klub Genoa. Hans tid med klubben var dog ikke en succes, og efter bare tre måneder og med klubben på sidstepladsen i Serie A, blev han fyret.
Motta fik sit næste job med Spezia i juli 2021. Han imponerede i sin ene sæson med klubben, hvor at det lykkedes at undgå nedrykning, men valgte at forlade klubben ved sæsonens udgang.

### Bologna
Motta blev i september 2022 hyret som træner for Bologna. Han ledte i 2023-24 sæsonen Bologna til at kvalificere sig til Champions League for første gang siden 1965.

### Juventus
Motta blev i juni 2024 hyret af Juventus. Hans tid med klubben var dog ikke en succes, og efter bare 8 måneder med klubben blev han fyret.

## Titler
Barcelona
- La Liga: 2 (2004-05, 2005-06)
- Supercopa de España: 1 (2006)
- UEFA Champions League: 1 (2005-06)

Inter Milan
- Serie A: 1 (2009-10)
- Coppa Italia: 2 (2009-10, 2010-11)
- Supercoppa Italiana: 1 (2010)
- UEFA Champions League: 1 (2009-10)
- FIFA Club World Cup: 1 (2010)

Paris Saint-Germain
- Ligue 1: 5 (2012-13, 2013-14, 2014-15, 2015-16, 2017-18)
- Coupe de France: 4 (2014-15, 2015-16, 2016-17, 2017-18)
- Coupe de la Ligue: 4 (2013-14, 2014-15, 2015-16, 2016-17)
- Trophée des Champions: 5 (2013, 2014, 2015, 2016, 2017)

Individuelle
- Serie A Årets hold: 1 (2010-11)
- Ligue 1 Årets hold: 1 (2013-14)